# Zetima
Zetima (яп. ゼティマ Дзэтима) — лейбл звукозаписи, принадлежащий японской звукозаписывающей компании Up-Front Works, которая в свою очередь принадлежит японской холдинговой компании Up-Front Group. Zetima является первым и основным лейблом компании Up-Front Works. Он основан одновременно с самой компанией в мае 1993 года. Лейбл наиболее известен выпуском записей исполнителей Hello! Project, в частности группы Morning Musume.

## Исполнители

### Соло
- Сёко Айда (яп. 相田翔子)
- Сиори Асо (яп. 麻生詩織)
- Эмико Каминума (яп. 上沼恵美子)
- Норико Като (яп. 加藤 紀子)
- Кохару Кусуми (яп. 久住小春)
- Ая Мацуура (яп. 松浦亜弥)
- Тисато Моритака (яп. 森高千里)
- Юко Накадзава (яп. 中澤裕子)
- Такуй Накадзима (яп. 中島卓偉), также известный как TAKUI
- Нацуми Нотиура (яп. 後浦なつみ)
- Дзиро Сугита (яп. 杉田二郎)
- Масаюки Юхара (яп. 湯原昌幸)

### Группы
- Buono!
- Coconuts Musume (яп. ココナツ娘。)
- Country Girls (яп. カントリー・ガールズ)
- Cute
- DEF.DIVA
- Earthshaker
- Emyli
- Flex Life
- GaGaalinG
- H.P. All Stars (яп. H.P.オールスターズ)
- Hangry & Angry
- Hello! Project shuffle units
- Inugami Circus Dan (яп. 犬神サーカス団)
- KAN
- LoVendoЯ
- Magnolia Factory
- Melon Kinenbi (яп. メロン記念日)
- Mini Moni (яп. ミニモニ。)
- Morning Musume (яп. モーニング娘。)
- Morning Musume Tanjō 10 Nen Kinentai (яп. モーニング娘。誕生10年記念隊)
- Nyle
- Petit Moni (яп. プッチモニ)
- Sharam Q (яп. シャ乱Q)
  - Цунку (яп. つんく)
    - The Tsunku Beat (яп. The つんくビ♂ト)
- Spark (яп. スパーク Супа:ку)
- Romans
- T&C Bomber (яп. T&Cボンバー)
- Tanpopo (яп. タンポポ)
- W (яп. ダブルユー)

## Родственные лейблы
Кроме Zetima, компании Up-Front Works принадлежат лейблы:
- Hachama (группы: Angerme, Juice=Juice, Nochiura Natsumi и Piberi (яп. ピーベリー); солисты: Нацуми Абэ (яп. 安倍なつみ), Мики Фудзимото (яп. 藤本美貴) и Юби Мацуй (яп. 松井雄飛)).
- Piccolo Town (группы: Berryz Kobo, V-u-den, Aa!, ZYX, Gomatto и Ciao Bella Cinquetti; солисты: Маки Гото (яп. 後藤真希), Нодзоми Цудзи (яп. 辻希美) и Юи Окада (яп. 岡田唯)).
- Инди-лейблы (например, одноимённый с названием компании Up-Front Works), на которых выпускаются записи начинающих исполнителей или некоторые записи исполнителей, чьи основные записи выпускаются одним из основных лейблов.